# Anschluss
De Anschluss (Duits voor 'aansluiting', 'verbinding', 'annexatie') is de internationaal gangbare, geschiedkundige term voor de Duitse annexatie van Oostenrijk in een "Groot-Duitsland" op 13 maart 1938. De annexatie kon rekenen op vrij algemene steun van de Oostenrijkse bevolking en werd voorbereid door de Oostenrijkse nazipartij. De annexatie geschiedde door een inval van Duitse troepen, waarbij echter geen schot werd gelost. Door de  Anschluss verloor Oostenrijk zijn zelfstandigheid, werd in het Duitse Rijk opgenomen en heette tot 1942 Ostmark en nadien Alpen- und Donau-Reichsgaue tot de bevrijding door de Russen in maart 1945.

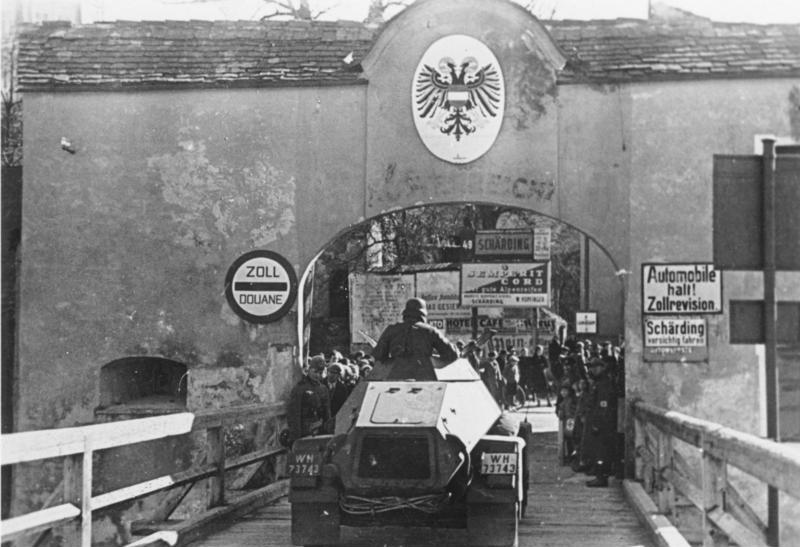
Gemotoriseerde troepen rijden bij Schärding de Oostenrijkse grens over (13 maart 1938)

 In bredere zin kan de term duiden op de vreedzame annexaties van Duitsland voor de Tweede Wereldoorlog, waaronder die van Oostenrijk, Sudetenland in Tsjecho-Slowakije en Memelland in Litouwen. In grote lijnen leek de annexatie van Tsjecho-Slowakije op de Oostenrijkse Anschluss, met name de volksonlusten en openlijke intimidatie, gevolgd door vreedzame aansluiting. Er werd ook wel van bloemenoorlogen (Blumenkriege) gesproken omdat de Duitse soldaten in Oostenrijk en Sudetenland door de bevolking met bloemen werden ontvangen. 

## De Anschluss van Oostenrijk

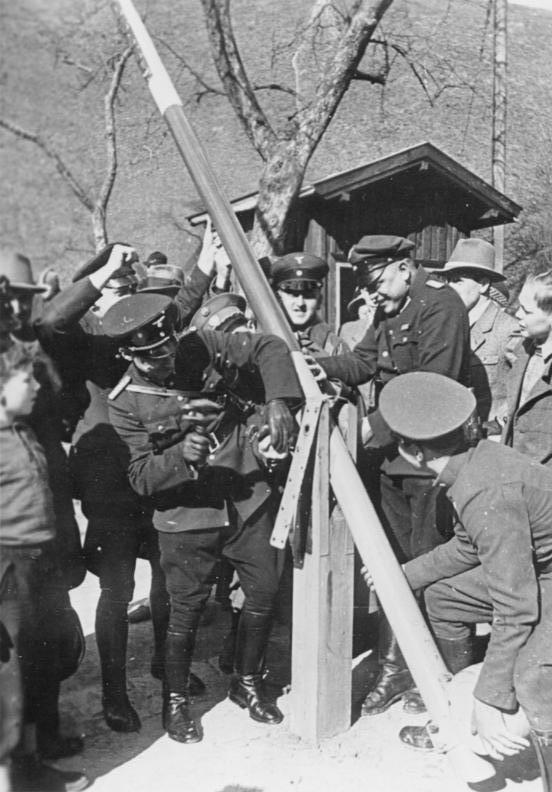
De verwijdering van een slagboom op de Duits-Oostenrijkse grens door douanebeambten van beide landen

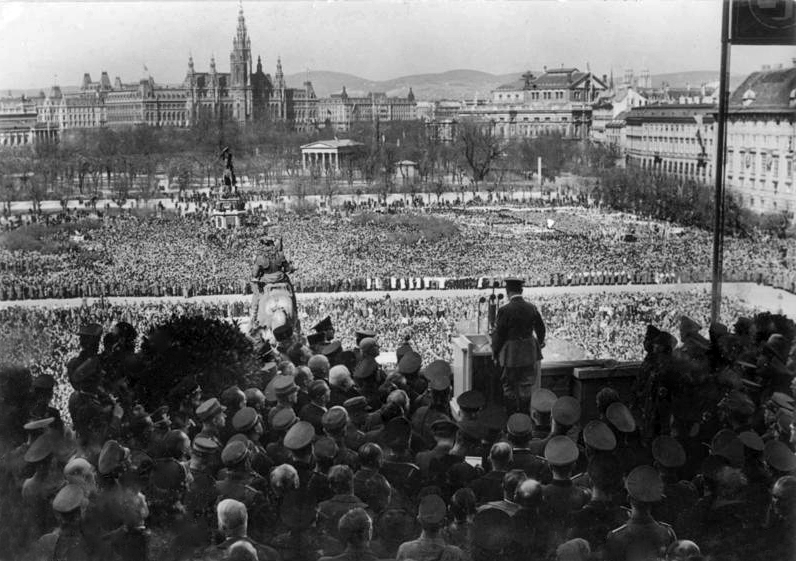
Toespraak van Hitler op 15 maart 1938 in Wenen op de Heldenplatz vanaf het balkon van de Hofburg

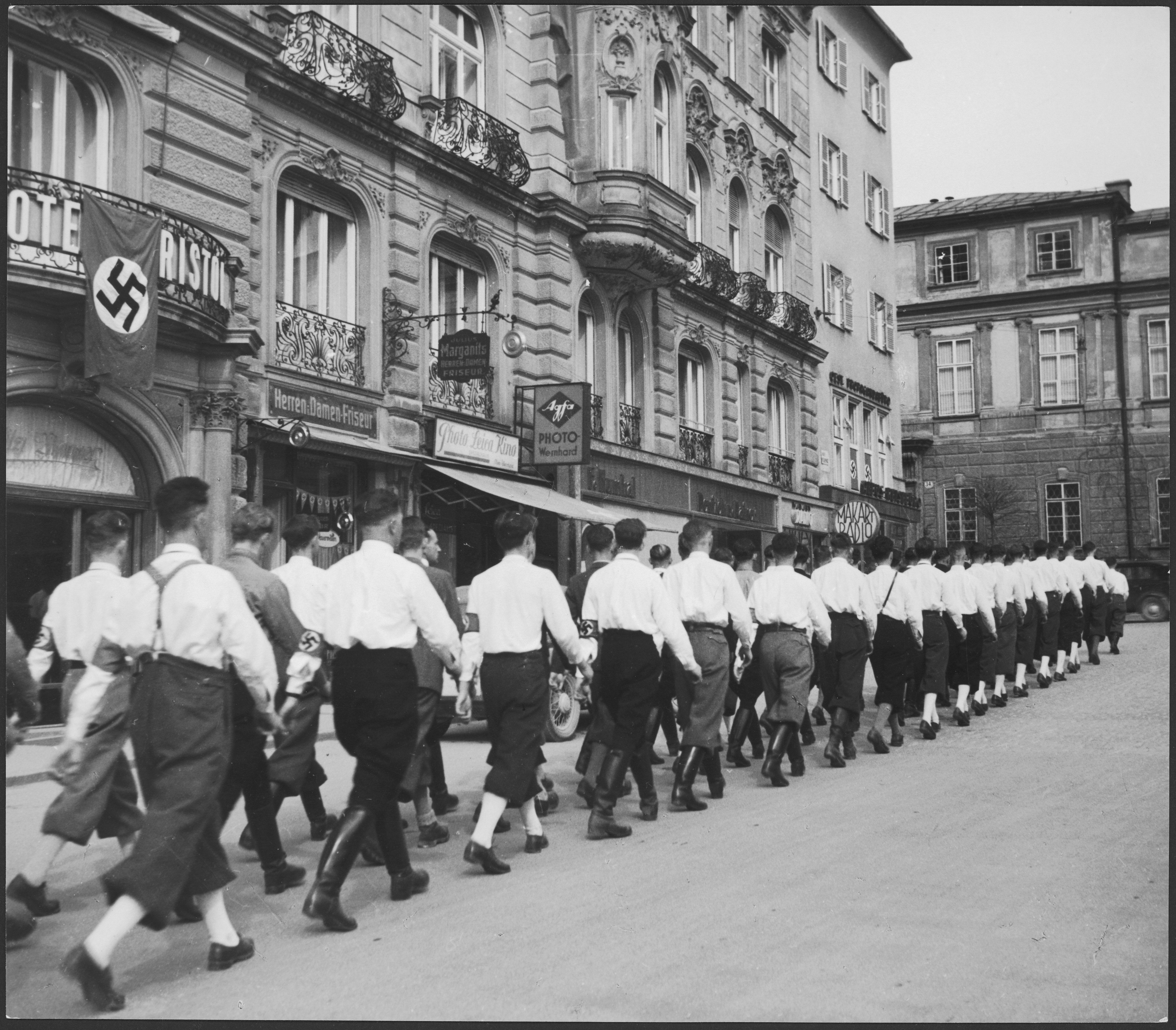
Marcherende nazi's in Salzburg, maart 1938

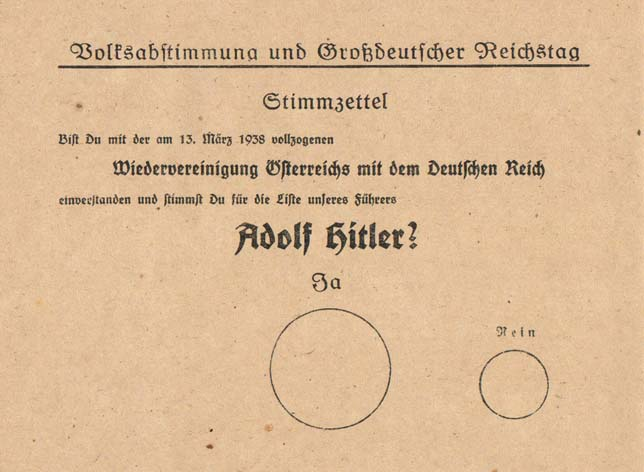
Stembiljet van de volksraadpleging van 10 april 1938

In de eerste jaren van het Interbellum (1918-1939) was de Groot-Duitse gedachte door het ontstaan van Oostenrijk nieuw leven ingeblazen. Referenda in Oostenrijkse provincies wezen uit dat ten minste driekwart van de bevolking een samengaan met Duitsland wenste, nu de niet-Duitse (en een deel van de Duitse) rijksdelen verloren waren gegaan. De Fransen dreigden met sancties als dit soort referenda in de toekomst nog werden gehouden, en Oostenrijk begon zijn bestaan als zelfstandig land.
Oostenrijk kende al vanaf het begin van de jaren twintig een eigen nazipartij. Aangemoedigd door Hitlers demagogische radio-uitzendingen begonnen de Oostenrijkse nazi's hun land te terroriseren, een situatie die verergerde na hun verkiezingswinst in april 1932. Als reactie op de opkomst van de Oostenrijkse nazi's voerde kanselier Engelbert Dollfuss een dictatoriaal regime, georiënteerd op het fascistische Italië. De moord op Dollfuss (25 juli 1934) en op vele van zijn aanhangers (zie Juliputsch) maakte het de Oostenrijkse nazi's mogelijk het land politiek en cultureel te domineren. De staatsgreep mislukte evenwel en Dollfuss werd opgevolgd door Kurt von Schuschnigg. De verhouding van Oostenrijk met Italië, Engeland en Frankrijk was nu ernstig geschonden terwijl Hitler nog niet klaar was voor een invasie, en hij was dan ook woedend op de Oostenrijkse nazi's, die hij "amateurs" noemde. Schuschnigg was zich echter bewust van de penibele situatie en trachtte zich met zijn steeds geduchtere noorderbuur te verzoenen.
Door de toenadering tussen Mussolini en Hitler verloor Oostenrijk in 1936 de Italiaanse steun. Ook Frankrijk en het Verenigd Koninkrijk boden geen oplossing. In maart 1938 werd de druk opgevoerd. Een bezoek van Schuschnigg aan Hitler liep uit op regelrechte intimidatie door de laatste. Onder Hitlers druk werd de Oostenrijkse nazi Arthur Seyss-Inquart als minister van Binnenlandse Zaken opgenomen in de regering. Nadat Hitler gedreigd had met een inval trad Schuschnigg op 11 maart 1938 af, waarna nazileider Seyss-Inquart op 12 maart 1938 tot kanselier van Oostenrijk benoemd werd. Zijn eerste daad was op 12 maart een, tevoren opgesteld, telegram te versturen waarin hij Duitsland vroeg om het Duitse leger te zenden "om vrede en veiligheid te brengen ... en om bloedvergieten te voorkomen".
Dezelfde twaalfde maart trokken Duitse troepen Oostenrijk binnen. Er werd geen enkele tegenstand geboden en de troepen werden met bloemen en gejuich begroet. Toch bleek de coördinatie tussen de troepen slecht en verdwaalden troepen nogal eens, wat door de generaals zwaar opgenomen werd. De blunders die bij de invasie van Oostenrijk voorkwamen zouden immers cruciaal zijn bij een tegenstander die zich wel zou verzetten. Hitler zelf stak die middag de grens over bij Braunau, zijn geboorteplaats. Die avond arriveerde hij in Linz, zijn lievelingsstad. De daadwerkelijke bezetting van Oostenrijk duurde drie dagen.
De Oostenrijkse nazi's hadden al langere tijd onrust veroorzaakt als deel van Hitlers strategie om Oostenrijk te ondermijnen. Na de benoeming van Seyss-Inquart en de daaropvolgende binnentrekking van Duitse troepen gingen alle remmen los. Politieagenten en burgers sloten zich bij Oostenrijkse nazi's aan in massale triomftochten door het hele land, die uiteindelijk ontaardden in rellen en mishandeling van joden, communisten en andere tegenstanders van de nazi's. In Wenen ontstond een run op het station om de trein naar Praag te halen, maar de bendes drongen stations en treinen binnen om Joden uit de trein te slepen en te mishandelen. Wie toch de grens haalde werd teleurgesteld: de Tsjechen stuurden iedereen die geen geldige papieren had terug. De wegen naar de grens stonden vol en men trachtte uiteindelijk te voet de grens over te steken. Sommige Joden pleegden zelfmoord. Degenen die dat niet deden, kregen al snel een voorproefje van wat komen ging: 's ochtends werden ze door nazibendes opgehaald om de Weense straten schoon te maken onder spot en hoongelach van omstanders.
Op 13 maart 1938 proclameerde Hitler de Anschluss van Oostenrijk bij Duitsland. Of hij direct volledige aansluiting wilde, was de eerste dagen nog onzeker: men dacht ook aan een personele unie, waarbij Hitler naast president en kanselier van Duitsland ook president van Oostenrijk zou worden. Tijdens de intocht in Oostenrijk, waarbij Hitler als een held werd onthaald, besloot hij op aandringen van Göring en omdat hij wist dat Mussolini geen bezwaar meer zou maken, tot een volledige fusie, waarna Oostenrijk werd uitgeroepen tot provincie van Duitsland. Seyss-Inquart werd de rijksstadhouder van Ostmark, de nieuwe naam van Oostenrijk. De Anschluss was daarmee compleet.
Dezelfde 13e maart vond Schuschniggs plebisciet alsnog plaats, nu echter onder Duitse supervisie. Dit plebisciet was vrij noch geheim. Bovendien was aan ongeveer 10% van het electoraat, voornamelijk Joden en ex-leden van linkse partijen, het stemrecht ontzegd. Stembiljetten werden door ambtenaren bij de stembus uitgedeeld en moesten in hun aanwezigheid ingevuld worden. De uitslag was overweldigend in het voordeel van aansluiting bij Duitsland, maar het was veelbetekenend dat sommige afgelegen delen van Oostenrijk, die op dat moment nog onbezet waren, in meerderheid tegen de Anschluss stemden.
Op 10 april werd opnieuw een volksraadpleging gehouden waarin de Oostenrijkers gevraagd werd of zij wilden terugkeren naar het Duitse Rijk. De uitslag was 99% ja. Het is nooit betwijfeld dat de nazi's deze ongeloofwaardige uitslag gemanipuleerd hadden. De overheersende mening onder historici is echter dat ook een vrije stemming tot een (natuurlijk duidelijk kleinere) meerderheid zou hebben geleid. Vast staat in elk geval dat veel Oostenrijkers de Anschluss toejuichten. 
Op een receptie te Berlijn informeerde de Tsjecho-Slowaakse ambassadeur bezorgd of Duitsland geen territoriale eisen ten aanzien van Tsjecho-Slowakije koesterde. Hij werd gerustgesteld: "Dit is onze laatste eis".

## De Anschluss van Sudetenland en Tsjecho-Slowakije

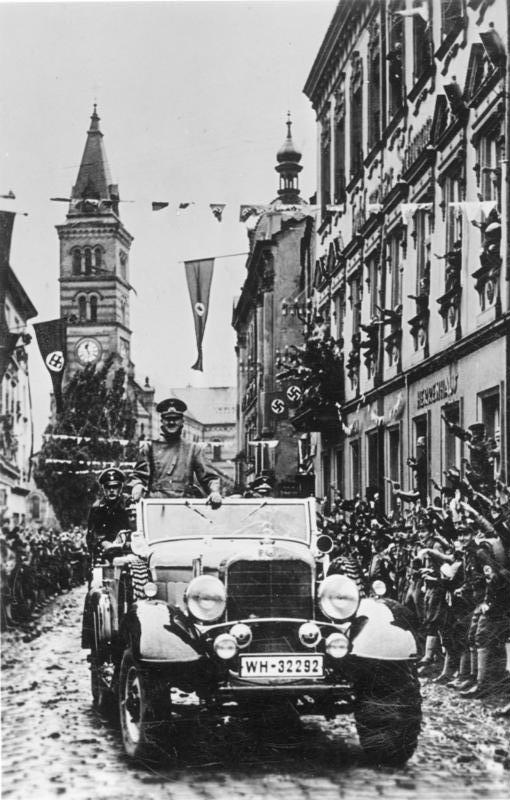
Hitlers intocht in Graslitz op 4 oktober 1938 na de annexatie van Sudetenland

Na de annexatie van Oostenrijk bij Duitsland lag het in de lijn van de verwachtingen dat Hitler dit zou herhalen. Hitler wilde de gebieden die bij de Vrede van Versailles (1919) van Duitsland en Oostenrijk waren afgenomen, terugwinnen. Zijn volgende doel was Tsjecho-Slowakije en bij de voorbereiding van de vernietiging van Tsjecho-Slowakije (zie Fall Grün) begon Hitler eisen te stellen ten aanzien van Sudetenland, in de grensstreek van Bohemen. Het Sudetengebied werd bewoond door ongeveer 2,8 miljoen Volksduitsers en bevatte een groot deel van de natuurlijke hulpbronnen van Tsjecho-Slowakije en het grootste deel van zijn industrie. Ook lagen daar de hoofdverdedigingslinies van het Tsjecho-Slowaakse leger. Bovendien maakten Bohemen en Moravië, Tsjechië dus, vroeger deel uit van het Heilige Roomse Rijk, waar Hitler mee dweepte als het Erste Reich.
Tsjecho-Slowakije was schijnbaar een van de gelukkigere creaties uit het statensysteem van het interbellum. De economie floreerde en liet die van de meeste Oost- en Zuid-Europese staten achter zich. Ter bescherming van de lange grenzen vertrouwde Tsjecho-Slowakije op een leger van 180.000 man, weliswaar kleiner maar kwalitatief beter dan de Wehrmacht. Aangevuld met reservisten kon men bijna een miljoen man oproepen. Zwak punt vormden echter de minderheden: de Sudetenduitsers, Slowaken, Roethenen, Polen en Hongaren voelden zich achtergesteld. Hitler speelde hier op in, en was vast van plan Tsjecho-Slowakije te vernietigen. Polen en Hongarije hoopten te zijner tijd een deel te annexeren. De grootste Slowaakse partij, de Slowaakse Volkspartij, streefde naar onafhankelijkheid, terwijl de Sudeten-Duitse nazipartij de belangrijkste politieke partij in Sudetenland was (en de op een na grootste partij in Tsjecho-Slowakije), en werd gesteund door Berlijn.
De haviken in de NSDAP en Duitse regering stuurden doelbewust op een oorlog aan. De meest prominente figuren hierin waren Hitler zelf en ook Ribbentrop. Göring en een aantal anderen voorzagen echter dat Duitsland niet klaar was voor een oorlog. Niet alleen werd de oorlog niet algemeen gesteund door de bevolking, maar ook werden de krachten van Duitsland onvoldoende geacht. De voorraden aan strategische grondstoffen waren maar voor enkele maanden voldoende wanneer Groot-Brittannië een blokkade zou uitvoeren. De kleine Duitse Kriegsmarine zou daar niets tegen kunnen doen. Een Brits-Frans offensief met ruim 100 divisies zou het nog prille en onvoldoende getrainde nieuwe Duitse leger wellicht niet kunnen weerstaan, zeker niet wanneer ook op een tweede front tegen Tsjecho-Slowakije gestreden zou worden. En het was zelfs niet zeker of Duitsland dit laatste land wel kon verslaan. Slechts 55 Duitse divisies konden worden ingezet tegen 45 Tsjechslowaakse divisies in een sterke verdedigingslinie. Wanneer de Sovjet-Unie ook de kant van Praag zou kiezen zou de Duitse positie hopeloos zijn.
Na de bedreigingen door Hitler werd er in Britse, Franse, Italiaanse en Duitse diplomatieke kringen nauw overleg gepleegd om uit de impasse te komen en een oorlog af te wenden. Hermann Göring zelf zou, naar het schijnt, Mussolini benaderd hebben met het verzoek een voorstel voor een conferentie te doen. Op 20 mei 1938 mobiliseerde Tsjecho-Slowakije zijn leger gedeeltelijk en op 30 mei initieerde Hitler een directief dat operatie Fall Grün officieel bevestigde. Op 23 september 1938 mobiliseerde Tsjecho-Slowakije zijn leger geheel, nadat de politieke pogingen dreigden te mislukken. Hiermee anticipeerde het op een Duitse aanval op 1 oktober 1938. De uitvoering van operatie Fall Grün werd afgeblazen nadat op 30 september 1938 het Verdrag van München werd gesloten tussen het Verenigd Koninkrijk, Frankrijk, Italië en Duitsland. Dit verdrag verklaarde dat Sudetenland bij Duitsland werd ingelijfd, waardoor Tsjecho-Slowakije, tegen zijn wil, dit gebied tezamen met het grootste deel van zijn verdediging en vestingwerken op de grens verloor en nagenoeg weerloos achterbleef. Het land werd als Tweede Tsjecho-Slowaakse Republiek een soort federatie tussen Tsjechië, Slowakije en Roethenië (Transkarpatië). De Britten hechtten zoveel waarde aan de Duitse belofte dat er geen verdere territoriale eisen in Europa zouden zijn, dat ze bereid waren de Tsjechen te laten vallen. De Fransen wilden niet in hun eentje een oorlog in en zo kregen de Tsjechen achteraf te horen (want zij waren immers niet uitgenodigd op de conferentie) dat ze niet gesteund zouden worden en Sudetenland maar moesten opgeven.
Ook Hongarije stelde territoriale eisen met betrekking tot het Tsjecho-Slowaakse gebied. Deze eis was tijdens het Verdrag van München blijven liggen, maar werd uiteindelijk op 2 november 1938 alsnog voor een belangrijk deel ingewilligd: Duitsland en Italië wezen de zuidelijke grensstrook van Slowakije toe aan Hongarije via de Eerste toekenning van Wenen. Daartoe behoorde ook 20% van Roethenië.
Vanuit het Duitse leger bestond een complot tegen Hitler. Dit werd opgezet door de zogenaamde groep-Ludwig Beck, waartoe ook admiraal Wilhelm Canaris behoorde en later ook Erwin Rommel en Claus Schenk von Stauffenberg zouden toetreden. De staatsgreep was gepland omdat de leiders Duitsland niet opgewassen vonden voor een nieuwe oorlog. De bedoeling was strategische punten in Duitsland te bezetten door loyale legereenheden en Hitler te arresteren en te berechten op het moment dat hij bevel zou geven Tsjechslowakije aan te vallen. De aanklacht zou luiden dat Hitler Duitsland "ruïneerde". Men vermoedde dat geallieerde oorlogsverklaringen de doodsteek voor Hitlers imago zouden betekenen daar een oorlog zelfs in nazikringen niet populair was. Haviken als Ribbentrop en Hitler waren nog redelijk geïsoleerd, de meeste hogere functionarissen en partijbonzen zoals Göring vonden dat Duitsland niet klaar was voor een oorlog. De samenzweerders trachtten dan ook via allerlei kanalen Engeland en Frankrijk tot een strijdbare houding jegens Duitsland aan te zetten. Het Verdrag van München doorkruiste echter dit plan: Hitler kreeg langs diplomatieke weg wat hij wilde, en was populairder dan ooit. Een staatsgreep zou geen algemene steun meer krijgen en het plan werd dan ook afgeblazen.

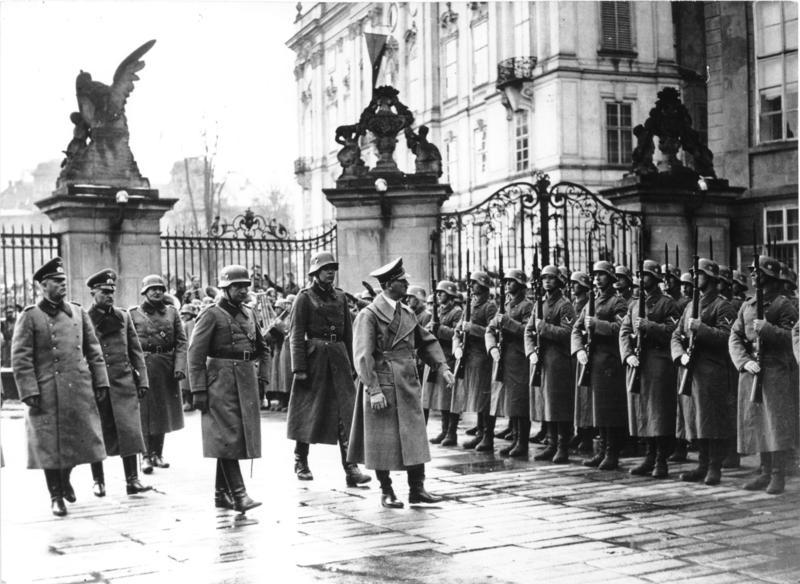
Hitler inspecteert een erewacht voor de Praagse burcht op 15 maart 1939.

Hitler bleef alles doen om Tsjecho-Slowakije verder te ondermijnen. Hij moedigde de Slowaken en Roethenen aan zo min mogelijk rekening te houden met de centrale regering in Praag. Slowakije en Roethenië namen beide de kans waar om hun autonomie te bewerkstelligen. De Slowaken werden hierop gedreigd met een Hongaarse annexatie als ze niet de onafhankelijkheid uitriepen. Gesteund door Hitler riepen de Slowaakse separatisten op 14 maart 1939 de "onafhankelijkheid" van Slowakije uit, doch dit was in wezen een vazalstaat van Duitsland. In de nacht van 14 op 15 maart werd de Tsjechische president Emil Hácha, middels intimidatie, gedwongen de overgave te tekenen. Op 15 maart 1939 werd Praag door Duitse troepen bezet, waarna het resterende deel van Tsjechië met weinig weerstand door Duitsland werd geannexeerd. De Tsjechische soldaten bleven in hun kazernes en leverden hun wapens in. 
Hongarije nam de door hen begeerde delen in, inclusief Roethenië, op regie van Hitler. Op 15 maart was de onafhankelijkheid van de republiek Karpato-Oekraïne uitgeroepen, maar Duitsland had al eerder bepaald dat Roethenië bij de liquidatie van Tsjecho-Slowakije naar zijn bondgenoot Hongarije zou gaan. Een dag later kwam er, na de inval van Hongaarse troepen, echter alweer een einde aan deze onafhankelijkheid, en nog een dag later werd Choest door de Hongaren ingenomen en bereikten de Hongaren de Poolse grens. De Hongaarse regering wilde meer en Hongaarse troepen trokken zelfs niet-toegewezen delen van Slowakije binnen, waarop Hitler zich gedwongen zag hen tot de orde te roepen en de Hongaren zich in Roethenië terugtrokken.
Op 16 maart 1939 stationeerden Duitse divisies zich in het westen van de vazalstaat Slowakije en het Tsjechische kerngebied werd uitgeroepen tot protectoraat Bohemen en Moravië, dat eerst zou worden bestuurd door de rijksprotector Konstantin von Neurath.

## Verdere annexaties van het Derde Rijk

De annexaties van nazi-Duitsland tussen 1938 en 1943
(Noot: Het zogenaamde Generaal-gouvernement is nooit geannexeerd. De grens van het Rijk was de grijze lijn die dichtbij Warschau langsloopt.)

Op 22 maart 1939 vond de laatste vreedzame annexatie door Duitsland plaats: Litouwen werd gedwongen om het in 1923 verworven Memelland terug te geven aan het Derde Rijk. In ruil hiervoor hoopten de Litouwers op Duitse steun bij hun aanspraken op de stad Vilnius, die door Polen was geannexeerd. Litouwen kwam bedrogen uit: het verkreeg uiteindelijk weliswaar Vilnius, maar de prijs hiervoor was dat het land zelf uiteindelijk door de Sovjet-Unie geannexeerd zou worden.
Nadat de Tweede Wereldoorlog op 1 september 1939 begonnen was, werd Polen veroverd. Grote gebieden in het westen van het door Duitsland verkregen deel van Polen werden direct bij het Rijk gevoegd: West-Pruisen en het Wartheland werden geannexeerd ondanks een Poolse meerderheid in die gebieden. Een Germanisering van de gebieden was het gevolg. De rest van West-Polen kreeg als zogenaamd Generaal-gouvernement een onduidelijke rechtelijke status. Het was feitelijk bezet, maar werd noch als bezette staat noch als deel van het rijk erkend.
Tijdens de oorlog werden bovendien delen van Slovenië (Stiermarken), Elzas-Lotharingen, Luxemburg en de Belgische Oostkantons geanexeerd. Hierdoor werd Duitsland verder vergroot. Galicië in de huidige Oekraïne werd bij het Generaal-gouvernement gevoegd.

## Ausschluss
Dit in tegenstelling tot de Ausschluss, de uitsluiting van Oostenrijk uit Duitsland, meestal geïmpliceerd onder Pruisische dominantie van Duitsland. De Anschluss was het onderwerp van een debat dat voorafging aan de oorlog tussen Oostenrijk en Pruisen in 1866. Het verlies van deze oorlog door Oostenrijk maakte het Otto von Bismarck in 1871 mogelijk een door Pruisen gedomineerd Duits Rijk op te richten. Na de Eerste Wereldoorlog viel Oostenrijk-Hongarije uiteen. Op 12 november 1918 werd de republiek Deutschösterreich uitgeroepen als onderdeel van Duitsland. Het Verdrag van Versailles uit 1918/1919 verbood echter nadrukkelijk iedere aansluiting van Oostenrijk bij Duitsland, waarna een deel van Deutschösterreich een zelfstandige republiek werd. Aanvankelijk hield Oostenrijk nog verkiezingen, alleen voor mannen.